# Scaphyglottis sickii
Scaphyglottis sickii é uma espécie de orquídea epífita, família Orchidaceae, que habita do Caribe ao sudeste do Brasil.